# Rosztiszlav Andrijovics Hercik
Rosztiszlav Andrijovics Hercik (ukránul: Ростислав Андрійович Герцик) (Lviv, 1989. július 5. –) világbajnoki bronzérmes ukrán tőrvívó.